# Arlen Specter
Arlen J. Specter, född 12 februari 1930 i Wichita, Kansas, död 14 oktober 2012 i Philadelphia, Pennsylvania, var en amerikansk politiker. Han representerade delstaten Pennsylvania i USA:s senat 1981–2011. Den 28 april 2009 tillkännagav Specter att han går tillbaka till att vara demokrat efter att ha varit republikan i över 40 år.

## Bakgrund
Arlen Specter föddes i Wichita som son till Harry Specter och Lillie Shanin. Han växte upp i Russell som också är Bob Doles hemstad. Han tjänstgjorde från 1951 till 1953 i USA:s flygvapen vid Air Force Office of Special Investigations. Specter avlade 1951 sin grundexamen vid University of Pennsylvania och 1956 juristexamen vid Yale Law School. Han inledde sedan sin karriär som advokat i Pennsylvania.
Han gifte sig 1953 med Joan L. Levy. Paret fick två söner: Shanin och Steve. Specter inledde sin politiska karriär i Demokratiska partiet. På den republikanska kongressledamoten Gerald Fords rekommendation anställdes han av Warrenkommissionen. Han utvecklade teorin om en kula (single bullet theory) som en förklaring till att John F. Kennedy skulle ha skjutits av en enda gärningsman.
Specter bytte sedan till republikanerna och valdes 1965 till distriktsåklagare i Philadelphia. Han förlorade 1967 års val till borgmästare i Philadelphia. Han blev sedan en gång omvald till distriktsåklagare men lyckades inte 1973 bli omvald till en tredje mandatperiod.
Specter kandiderade 1976 i republikanernas primärval till USA:s senat men förlorade mot H. John Heinz III. Han förlorade 1978 republikanernas primärval inför guvernörsvalet i Pennsylvania mot Dick Thornburgh.

## Karriär i senaten
Senator Richard Schweiker meddelade att han inte skulle ställa upp till omval i 1980 års kongressval. Den gången lyckades Specter bli invald i USA:s senat. Han omvaldes 1986, 1992, 1998 och 2004. Ingen annan senator från delstaten Pennsylvania har lyckats bli vald fem gånger. Specter var en av kandidaterna i republikanernas primärval inför presidentvalet i USA 1996 men han drog sin kandidatur tillbaka i ett tidigt skede.
Specter var ordförande i senatens underrättelseutskott 1995-1997. Därefter ledde han utskottet för veteranärenden 1997-2001 och 2003-2005. Han efterträddes 2005 av Larry Craig som ordförande i Committee on Veterans' Affairs.
Specter var en moderat republikan tills han återgick till att vara demokrat i april 2009. Han förespråkade i senaten bland annat stamcellsforskning, bättre miljöskydd, partnerskap för homosexuella, förhöjning av minimilönerna, rätten att bära vapen och dödsstraff.